# Radio Ethiopia
Radio Ethiopia je studiové album americké punk rockové hudební skupiny Patti Smith Group, vydané v roce 1976 u Arista Records.

## Seznam skladeb
| strana 1 | strana 1           | strana 1                  | strana 1 |
| Pořadí   | Název              | Autor                     | Délka    |
| -------- | ------------------ | ------------------------- | -------- |
| 1.       | Ask the Angels     | Patti Smith, Ivan Kral    | 3:07     |
| 2.       | Ain't It Strange   | Patti Smith, Ivan Kral    | 6:35     |
| 3.       | Poppies            | Patti Smith, Richard Sohl | 7:05     |
| 4.       | Pissing in a River | Patti Smith, Ivan Kral    | 4:41     |

| strana 2       | strana 2           | strana 2                                  | strana 2 |
| Pořadí         | Název              | Autor                                     | Délka    |
| -------------- | ------------------ | ----------------------------------------- | -------- |
| 5.             | Pumping (My Heart) | Patti Smith, Ivan Kral, Jay Dee Daugherty | 3:20     |
| 6.             | Distant Fingers    | Patti Smith, Allen Lanier                 | 4:17     |
| 7.             | Radio Ethiopia     | Patti Smith, Lenny Kaye                   | 10:00    |
| 8.             | Abyssinia          | Patti Smith, Lenny Kaye, Richard Sohl     | 2:10     |
| Celková délka: | Celková délka:     | Celková délka:                            | 41:15    |

## Sestava
- Patti Smith – zpěv, kytara Fender Duo-Sonic
- Lenny Kaye – kytara Fender Stratocaster, basová kytara, zpěv
- Ivan Král – kytara Gibson Les Paul, basová kytara
- Jay Dee Daugherty – bicí, perkuse
- Richard Sohl – klávesové nástroje, syntezátory

## Zajímavost
Na obalu desky je nápis:

Free Wayne Kramer!

Svobodu pro Ivana Jirouse!

a Plastické lidi našeho světa!